# Astrid Varnay
Astrid Varnay, född 25 april 1918 i Stockholm, död 5 september 2006 i München, var en amerikansk operasångare (dramatisk sopran) av ungersk härkomst. Hon föddes i Sverige endast några veckor före Birgit Nilsson. Varnays debut på operascenen ägde dock rum tidigt, 1941, Nilssons först 1946.
När Astrid Varnay ännu var helt liten verkade hennes föräldrar en tid vid Operasällskapet i Oslo. Den unga Kirsten Flagstad uppträdde som Amelia i Maskeradbalen och då föräldrarna inte fanns till hands såg hon efter Astrid genom att låta barnet ligga nedbäddat i en öppen byrålåda i sin loge.
Varnay debuterade 23 år gammal genom att med kort varsel ersätta Lotte Lehmann som Sieglinde i Wagners Valkyrian på Metropolitan i New York 1941. Dagen då Varnay skulle komma att göra sin oförberedda debut på en operascen hejdades hon på gatan i New York av en medlem i Metropolitanoperans stab. Hon ombads att omedelbart inställa sig på teatern och bara med en halv dags varsel framträda i Sieglindes roll. (Ur Astrid Varnays memoarer). Succén blev omedelbar, och hon anförtroddes snart en rad tyngre roller av Wagner, Richard Strauss och Verdi. Under åren 1951–1968 verkade Varnay främst vid Bayreuthfestspelen, bland annat som Brünhilde i Nibelungens ring, Isolde i Tristan och Isolde, Senta i Den flygande holländaren samt Ortrud i Lohengrin. Utanför Bayreuth gjorde hon sig bland annat känd som en framstående Elektra i Richard Strauss opera med samma namn.
På senare år bytte sångerskan röstfack till mezzosopran och hade en lång karriär i roller som Klytaimnestra i Richard Strauss Elektra och Herodias i samme kompositörs Salome. Varnay har gästspelat på världens alla stora operascener och utnämndes 1967 till bayersk kammarsångerska.

## Diskografi (urval)
- Brünhilde i Wagners Der Ring des Nibelungen, Bayreuth 1955. Dir. Joseph Keilberth. Testament SBT14 1412 (14 CD).
- Brünhilde i Wagners Götterdämmerung, Bayreuth 1951. Dir. Hans Knappertsbusch. Testament SBT 4175(4 CD).
- Brünhilde i Wagners Die Walküre. London 1959. Dir. Franz Konwitschny. Walhall Eternity Series.
- Brünhilde i Wagners Siegfried. London 1959. Dir. Franz Konwitschny. Walhall Eternity Series.
- Brünhilde i Wagners Götterdämmerung. London 1959. Walhall Eternity Series.
- Sieglinde i Wagners Die Walküre, Metropolitan Opera 1946. Archipel ARPCD 0069-3 (3 CD).
- Sieglinde i Wagners Die Walküre, Metropolitan Opera 6 december 1941. Naxos 8.110058-60 (3 CD). Astrid Varnays sensationella operadebut.
- Sieglinde i Wagners Die Walküre. Bayreuth 1955. Dir. Joseph Keilberth. Testament.
- Ortrud i Wagners Lohengrin, Bayreuth 1960. Dir. Lorin Maazel. Golden Melodram GM 1.0072 (3 CD).
- Titelrollen i Richard Strauss Elektra. Dir. Richard Kraus. Köln, 1953. Gala GL 100-512 (2 CD).
- Isolde i Wagners Tristan und Isolde. Bayreuth 1953. Dir. Eugen Jochum. Archipel records.
- Isolde i Wagners Tristan och Isolde. New York, Metropolitan Opera, 1955. Dir. Rudolf Kempe. Walhall WLCD 0135 (3 CD).
- Senta i Wagners Der fliegende Holländer. Bayreuth 1955. Dir. Joseph Keilberth. Decca (3 LP), även: Testament records (2 CD).
- Astrid Varnay - Opera Scenes and Orchestral Songs. DG 474 410-2 (3 CD).
- Amelia i Verdis Simon Boccanegra. New York 1950. Myto MCD 945.113 ((2 CD).
- Lady Macbeth i Verdis Macbeth. Dir. Vittorio Gui. Preiser records 90482 (2 CD).
- Astrid Varnay: Recital. München 1954/1961. Myto records MCD 903.20 (1 CD).
- Titelrollen i Richard Strauss Salome. Dir. Hermann Weigert. Orfeo C 503 002 1 (2 CD).
- Brünnhilde i Wagners Die Walküre. Dir. R. Kempe. Bayreuth 1961. Myto Records  3 MCD 974.164.(3 CD).
- Herodias i Richard Strauss Salome. Dir. K. Böhm. DG VHS 072 109-3.
- Klytaimnestra i Richard Strauss Elektra. Dir. K. Böhm. Decca VHS 071 400-3.

## Filmografi
- Nilsson, Mödl & Varnay – conversation. Tyskt tv-program från 1977. Engelsk textning. Premiere Opera DVD 5961.